# ウジェーヌ・フレデリク・ヤンソン
ウジェーヌ・フレデリク・ヤンソン（Eugène Fredrik Jansson、1862年3月18日 - 1915年6月15日）は、スウェーデンの画家。ストックホルム出身。

## 概要
青色を基調とする絵を得意とする。1904年から彼は男性のヌードをよく描いたとされる。ヤンソンの両親は、下位中流の社会階級において二人の息子と彼の弟エイドリアンのために、音楽や芸術などを意欲的に取り組んでいたとされる。ウジェーヌはストックホルムのドイツ語学校に通いながらもピアノを習っていた。14歳の時に猩紅熱にかかり、視力と聴力の低下や慢性腎臓などを引き起こし余生も彼を苦しめた。
Tekniska skolan（現在のスウェーデン国立美術工芸大学:Konstfack）で学び、私立のペルセウス(Edvard Perséus)の美術学校で学び、1881年にスウェーデン王立美術院に入学した。多くの同時代の芸術家はパリに留学したが、ヤンソンはストックホルムに留まった。ヤンソンが国外に出るのは、画家としての地位が確立された後の1900年にノルウェーへ旅するのが最初である。
ストックホルムの町の南側地域のSödermalmに母親と弟と住み続け、ストックホルムの街の風景を描いた。1904年頃まで風景画を描いていたが、新しい題材を求め、1912年ストックホルムオリンピックの開催によって、ウェーデンで盛り上がった運動選手たちへの熱狂を受けて、男性のヌードを新しい題材に選んだ。著述家のCharles Sprawsonは著書 "Ich nehme dich auf meinen Rücken, vermähle dich dem Ozean: die Kulturgeschichte des Schwimmens"の中で、男性の体の美しさや鍛えられた動きの美しさを表現したと評した。

## 作品

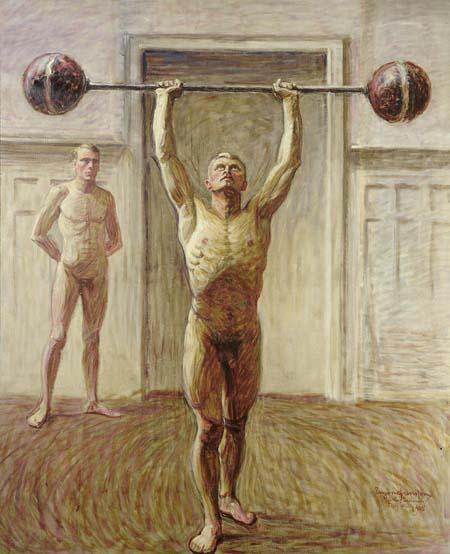
Gewichtheffen met twee armen
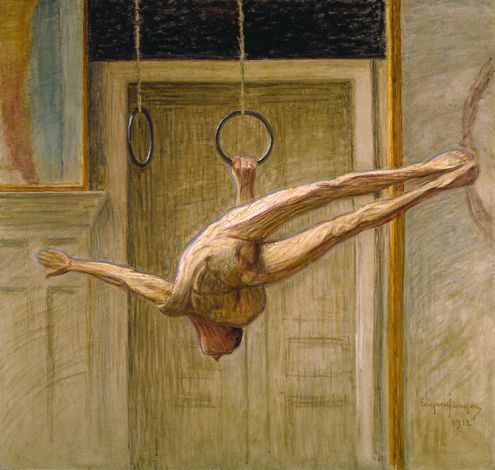
Gymnast
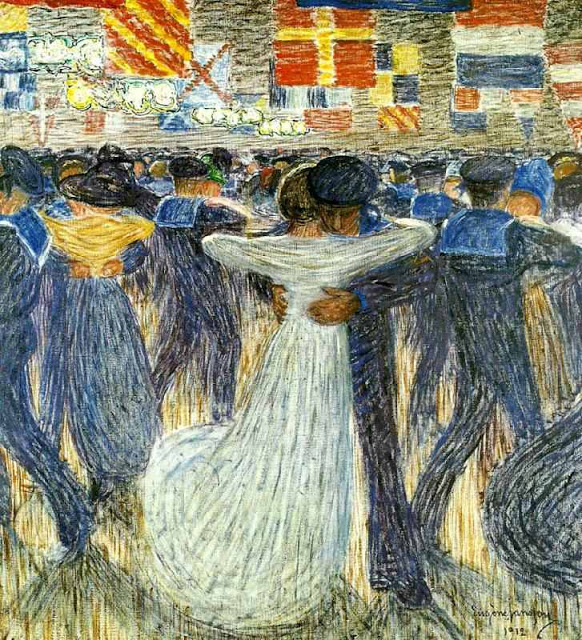
Matrozenbal
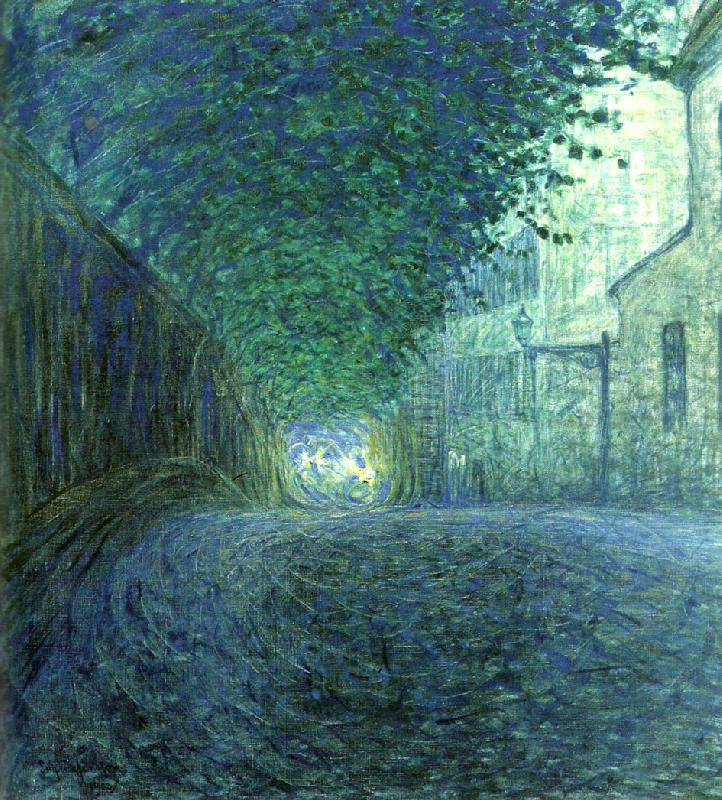
In de schemering
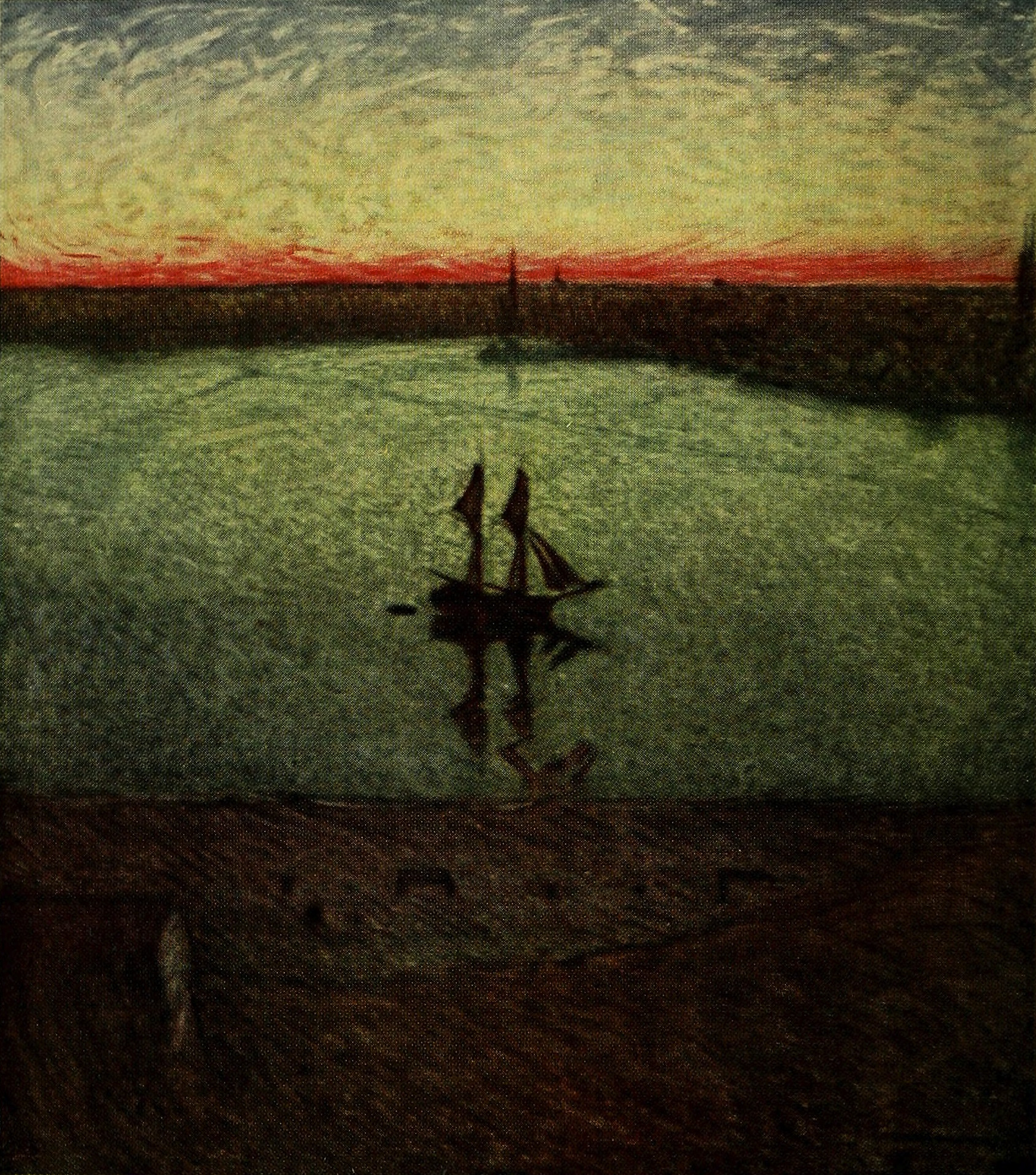
Midzomernacht bij Riddarholmen
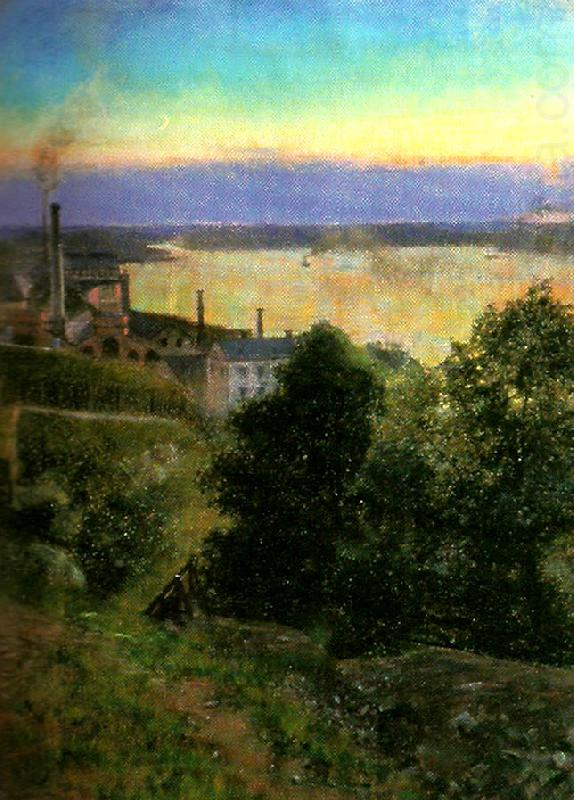
Zomeravond
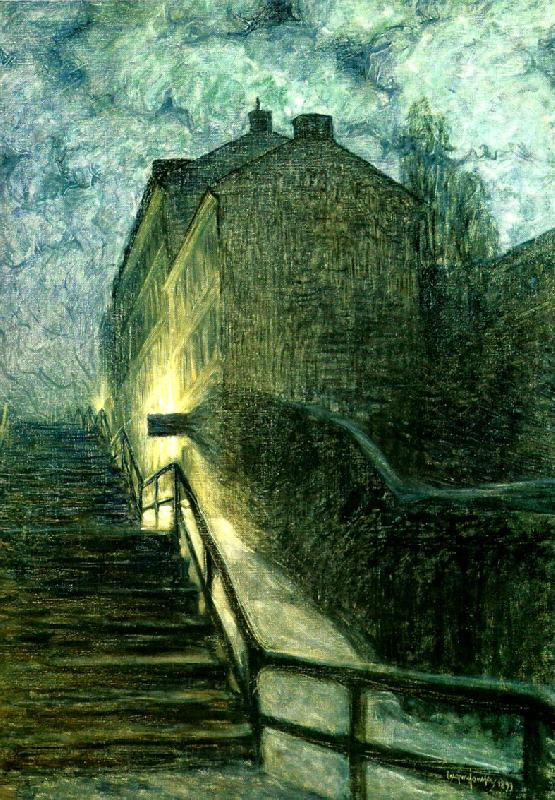
Timmermansgatan
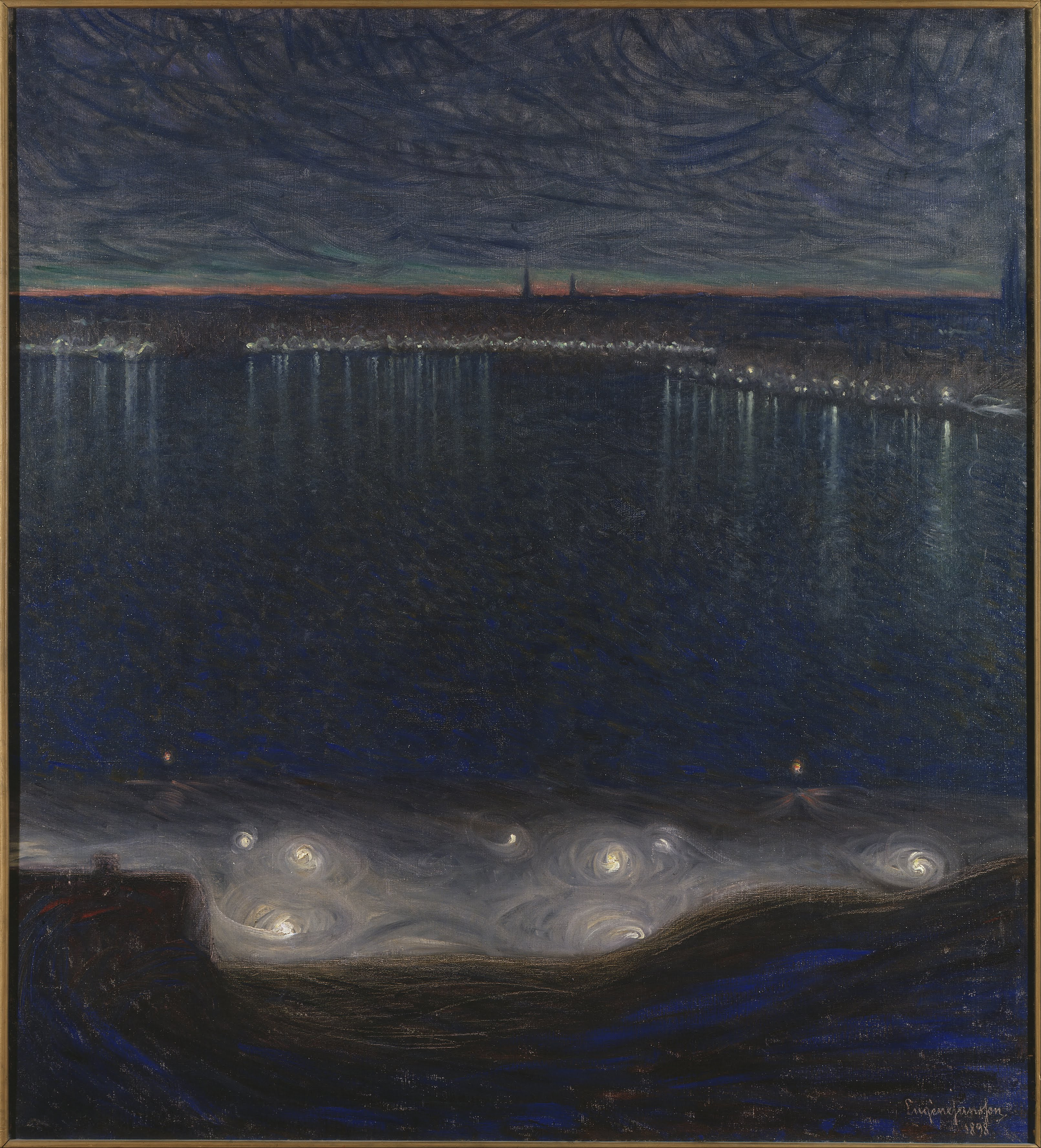
Riddarfjärden, Stockholm
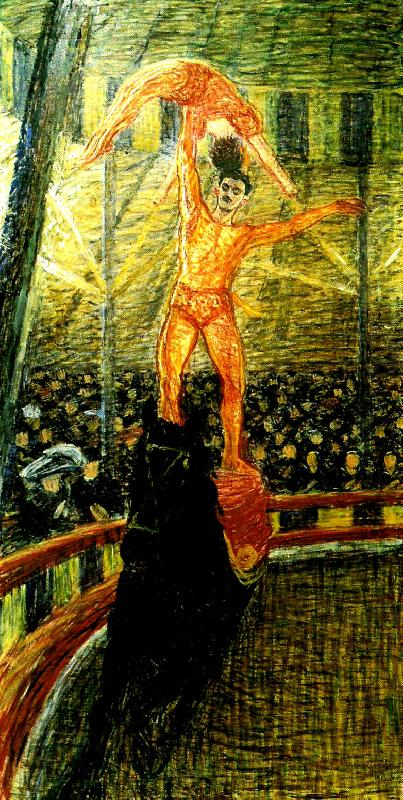
Circus
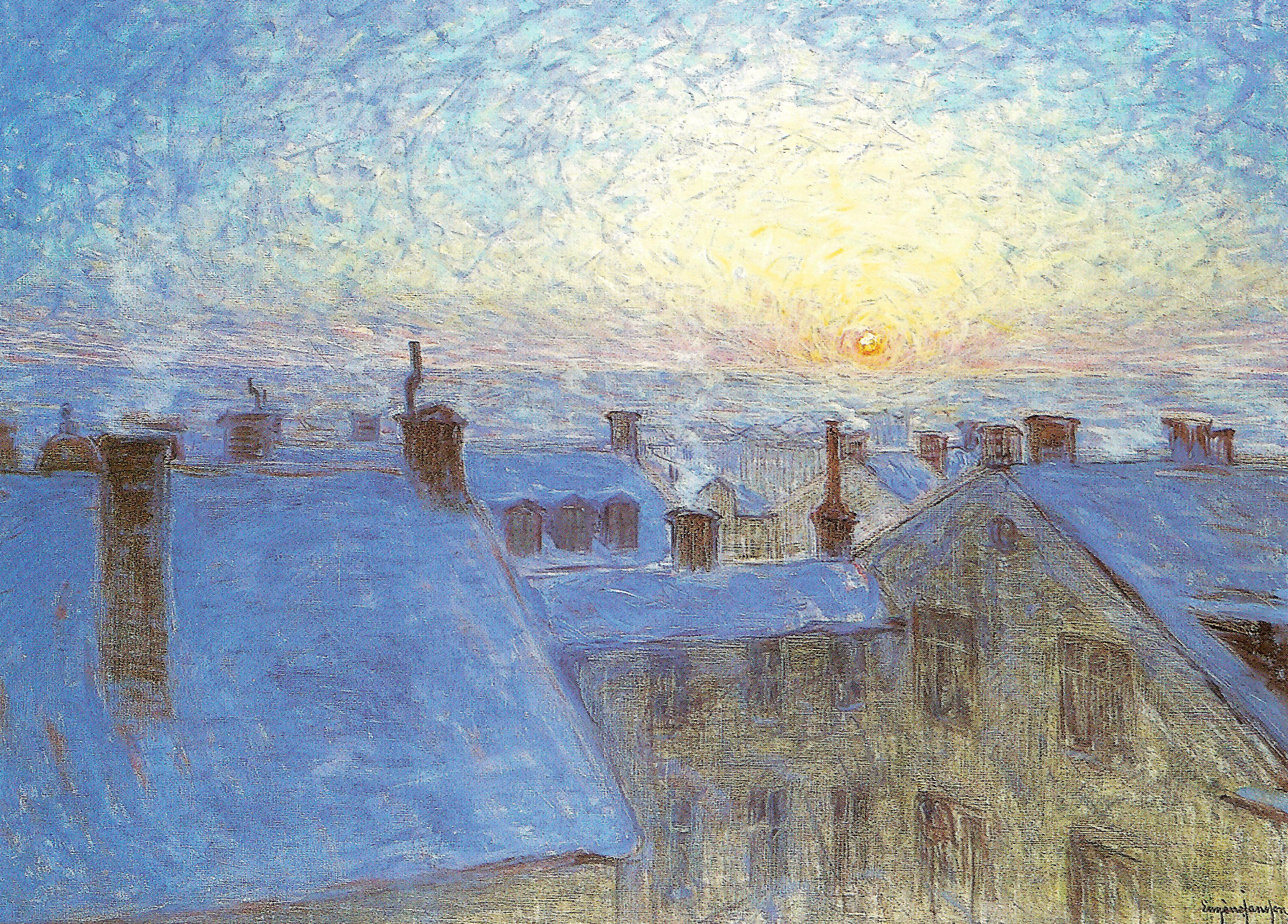
Zonsopgang boven de daken